# Morro de Bou
Morro de Bou es un cultivar de higuera de tipo higo común Ficus carica unífera, de higos color de piel variegada marronácea clara y zonas verdosas con grietas reticulares marcadas. Se cultiva principalmente en las Islas Baleares(zona de Artá).

## Sinonimia
- „Morro de Buey“,[5][6][7]

## Características
La higuera 'Morro de Bou' es una variedad unífera de tipo higo común. Sus hojas con dientes presentes y márgenes ondulados de 3 , 5 (20 , 30%) lóbulos y pocas de 1 solo lóbulo.
El higo son de forma urceolada y algunos aperados de tamaño grande, de piel variegada marronácea clara y zonas verdosas con grietas reticulares marcadas y pulpa roja fuerte como de carne picada, dulce y sabrosa: excelente. Ostiolo de 3 a 5 mm rojo. Casi no hay formaciones anormales, y bajo porcentaje de los siconos están emparejados. El higo madura de 24 de septiembre a 9 de noviembre. Los higos son muy buenos, y en regadío alcanzan espesores muy aceptables. Parecen bastante resistentes a las lluvias y a la mosca de la fruta.
Apta para higo seco paso y consumo en fresco.

## Cultivo de la higuera
Esta variedad fue muy común en los huertos de las islas baleares actualmente no es muy cultivada